# ویلسون اوروما
ویلسون اوروما (انگلیسی: Wilson Oruma؛ زادهٔ ۳۰ دسامبر ۱۹۷۶) یک بازیکن فوتبال اهل نیجریه است.
از باشگاه‌هایی که در آن بازی کرده‌است می‌توان به المپیک مارسی، سروت ۱۸۹۰، لن، باشگاه فوتبال نانسی، و سوشو  اشاره کرد.
وی همچنین در تیم ملی فوتبال نیجریه بازی کرده‌است.